# Діти, що біжать від грози
«Діти, що біжать від грози» («Дети, бегущие от грозы») — радянський кіноальманах у трьох новелах 1991 року, знятий режисерами Володимиром Макеранецем і Михайлом Розенштейном.

## Сюжет
Кіноальманах складається з новел: «Мій милий Чиж», «На етюдах», «Терорист».

### «Мій милий Чиж»
Зустрічаються колишні однокласники Надя та Чиж. Вони не бачилися близько десяти років. Життя давно розвело їх — і Надя поки не знає, що Чиж займається «темними справами»…

### «На етюдах»
Двоє студентів, художник та історик, опиняються на маленькому острівці, мешканці якого живуть звичним, розміреним життям. Усього день студенти проводять на острові, але події, що відбулися з ними, наводять юних героїв на серйозні роздуми про життя.

### «Терорист»
Прапорщику Пермінову, який весь час потроху краде на службі, загрожує трибунал — його затримано на гарячому. У паніці герой наважується на викрадення літака.

## У ролях
- Роман Павлушев — головна роль
- Ірина Климова — Надя
- Юлія Ауг — роль другого плану
- Олена Борисова — роль другого плану
- Ілля Скворцов — роль другого плану
- Ільдар Аюпов — роль другого плану
- Гентлякай Галлямов — роль другого плану
- Роман Міхєєв — роль другого плану
- Сергій Арцибашев — Льоша
- Андрій Ніколаєв — роль другого плану
- Мар'яна Полтєва — роль другого плану
- Любов Руднєва — роль другого плану
- Йосип Топоровський — роль другого плану
- Петро Юрченков — роль другого плану
- Роман Радов — Штилік

## Знімальна група
- Режисери — Володимир Макеранець, Михайло Розенштейн
- Сценаристи — Михайло Розенштейн, Надія Кожушана, Леонід Порохня
- Оператори — Валерій Севастьянов, Борис Шапіро, Володимир Макеранець
- Композитори — Олексій Могилевський, Олександр Пантикін
- Художники — Михайло Розенштейн, Євген Незнанський, Сергій Перцев